# Renato Tapia
Renato Tapia Cortijo (Lima, 28 de julho de 1995) é um futebolista peruano que atua como volante. Atualmente joga no Al-Wasl, dos Emirados Árabes Unidos.

## Carreira
Em julho de 2020, o Real Club Celta de Vigo contratou o volante para quatro temporadas.

## Títulos
Feyenoord
- Copa dos Países Baixos: 2015–16
- Campeonato Holandês: 2016–17
- Supercopa dos Países Baixos: 2017